# Monal de crinera
El monal de crinera (Lophophorus lhuysii) és ocell de la família dels fasiànids (Phasianidae) que habita boscos de coníferes i zones arbustives de muntanya del centre de la Xina.

## Descripció
Aquest és el més gros dels tres monals i, en massa, és un dels faisans més grossos (després dels galls dindis i els paons verds i blaus). Els mascles mesuren entre 76 i 80 cm de llargada, mentre que les femelles mesuren entre 72 i 75 cm. El pes mitjà és, segons s'informa, de 3,18 kg.
Mascle adult, un autèntic fènix, amb l'esquena i la cua blaves brillants, el coll de color de flama, el cap verd brillant i les parts inferiors negres. Taca blava de pell entre l'ull i el bec, única entre els monals. Femella menys acolorida, marró ratllat amb pell pàl·lida al voltant de l'ull.

## Etimologia
El nom científic lhuysii, commemora l'estadista francès Édouard Drouyn de Lhuys.

## Estat de conservació
A causa de la pèrdua i degradació contínues de l'hàbitat, la distribució limitada i la caça il·legal, el monal de crinera està avaluat com a vulnerable a la Llista Vermella d'Espècies Amenaçades de la UICN. Està inclòs en l'Apèndix I del CITES.